# قرار مجلس الأمن التابع للأمم المتحدة رقم 678
قرار مجلس الأمن الدولي رقم 678، هو القرار المؤرخ 29 نوفمبر 1990 الصادر من مجلس الأمن وهذا نصه :
| قرار رقم 678 ـ 29 تشرين الأول1990 إن مجلس الأمن : إذ يشير إلى، ويعيد تأكيد قراراته 660، 661، 662 ،664، 665، 666، 667 669، 670، 674، 677، لعام 1990. وإذ يلاحظ، رغم كل ما تبذله الأمم المتحدة من جهود، أن العراق يرفض الوفاء بالتزامه بتنفيذ القرار 660، والقرارات اللاحقة، ذات الصلة المشار إليها أعلاه، مستخفاً بمجلس الأمن، استخفافاً صارخاً. وإذ يضع في اعتباره واجباته ومسؤولياته المقررة بموجب ميثاق الأمم المتحدة، تجاه صيانة السلم والأمن الدوليين وحفظهما. وتصميماً منه على تأمين الامتثال التام لقراراته. وإذ يتصرف بموجب الفصل السابع من الميثاق: 1. يطالب أن يمتثل العراق امتثالاً تاماً للقرار 660 (1990) وجميع القرارات اللاحقة، ذات الصلة ويقرر، في الوقت الذي يتمسك بقراراته، وأن يمنح العراق فرصة أخيرة، كلفتةٍ تنم عن حسن النية، للقيام بذلك. 2. يأذن للدول الأعضاء المتعاونة مع حكومة الكويت، ما لم ينفذ العراق في 15 كانون الثاني/يناير 1991، أو قبله، القرارات السالفة الذكر، تنفيذاً كاملاً كما هو منصوص عليه في الفقرة 1 أعلاه، بأن تستخدم جميع الوسائل اللازمة لدعم وتنفيذ القرار 660 (1990)، جميع القرارات اللاحقة، ذات الصلة، وإعادة السلم والأمن الدوليين إلى نصابهما في المنطقة. 3. يطلب من جميع الدول أن تقدم الدعم المناسب للإجراءات التي تتخذ، عملاً بالفقرة 2 من هذا القرار. 4. يطلب من الدول المعنية أن توالي إبلاغ مجلس الأمن تباعاً بالتقدم المحرز فيما يتخذ من إجراءات عملاً بالفقرتين 2، 3، من هذا القرار. 5. يقرر أن يبقي المسألة قيد النظر. |

واتخذ القرار بأغلبية 12 صوتا مقابل صوتين (كوبا واليمن) وامتناع الصين عن التصويت.